# 2003 HL57
2003 HL57 est un objet transneptunien faisant partie des objets épars. 

## Caractéristiques
2003 HL57 mesure environ probablement près de 400 km de diamètre, son orbite est mal connue à cause d'un arc d'observation de 34 jours.